# Józef Bogusz

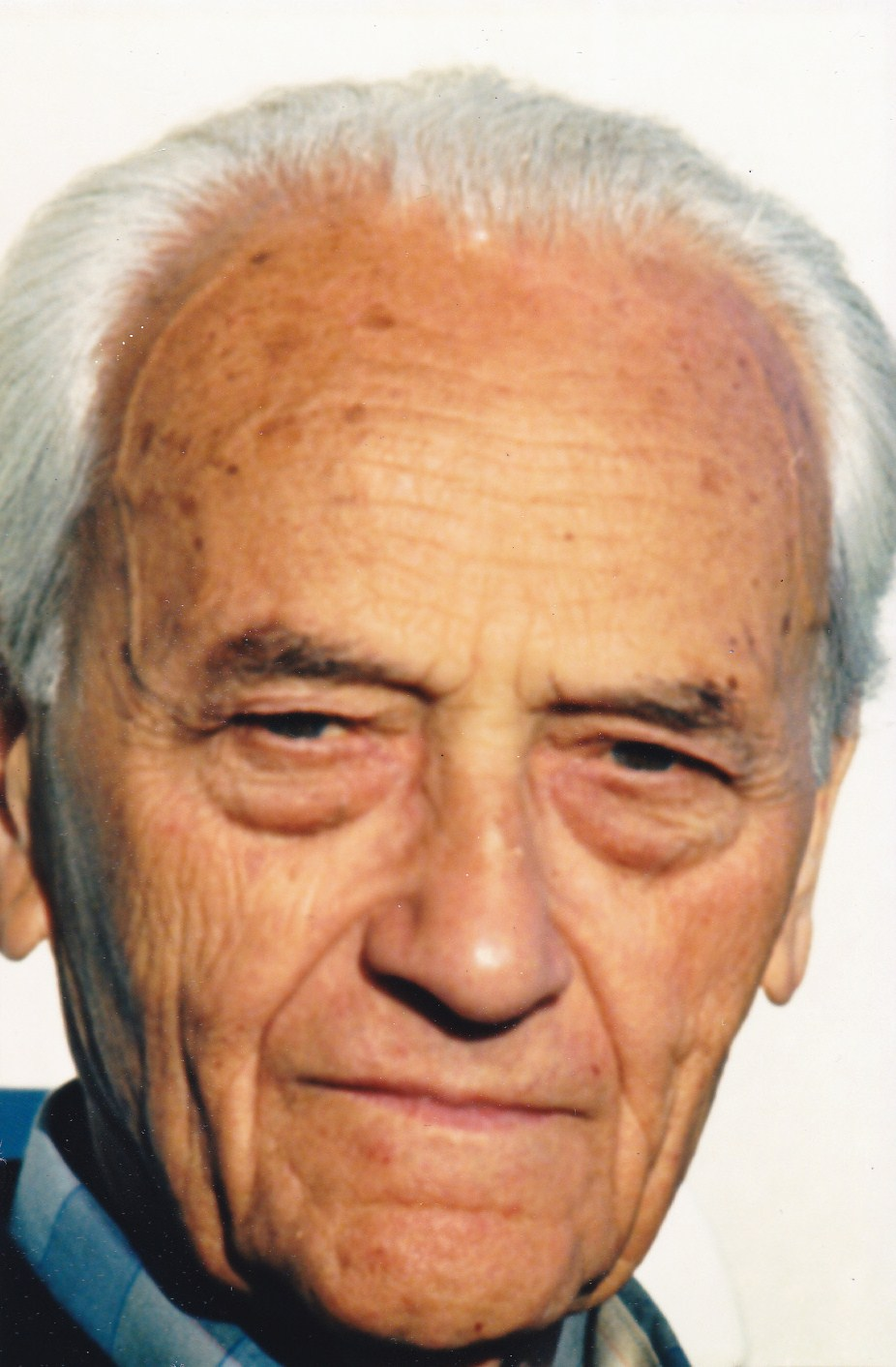
Józef Bogusz

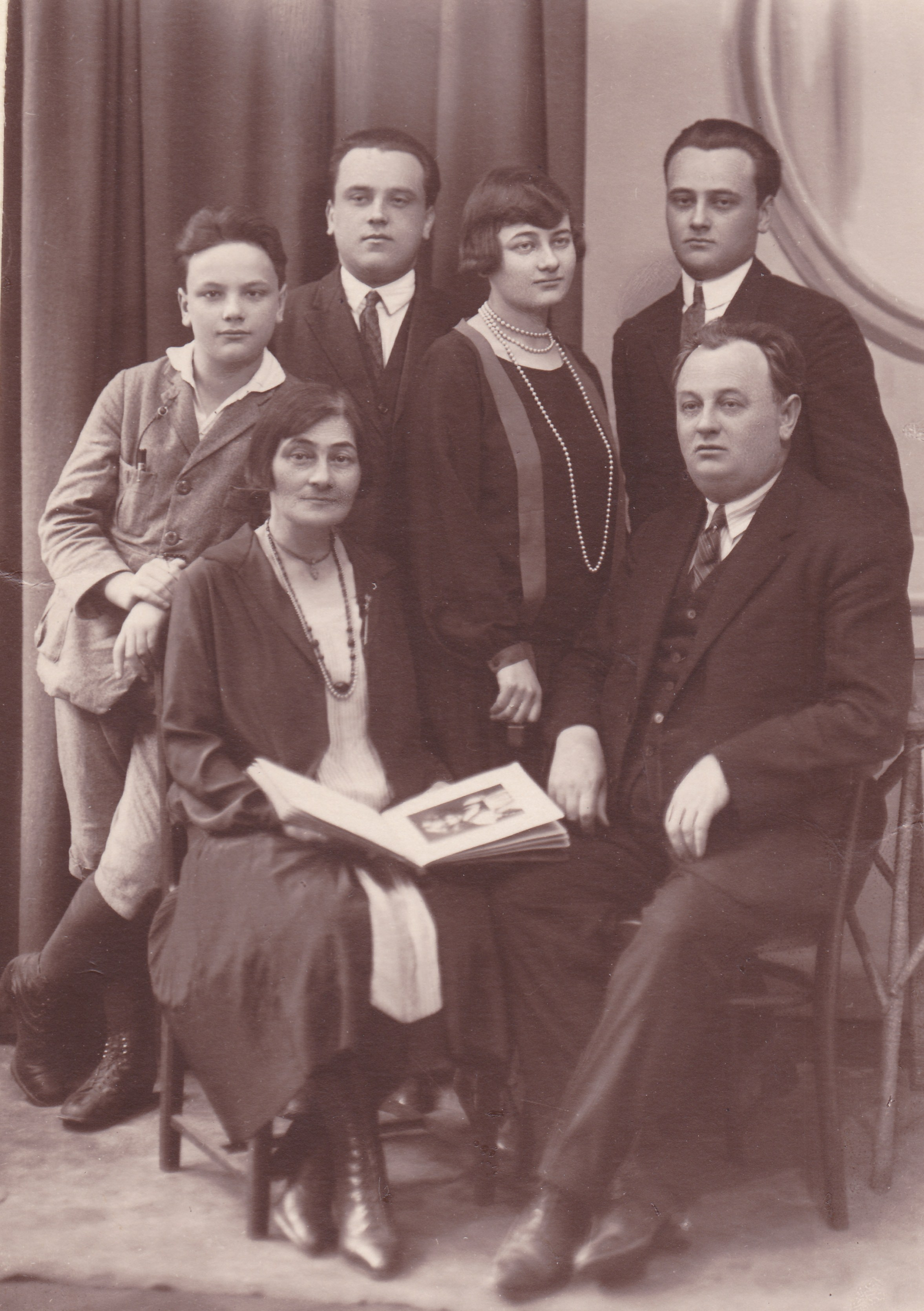
Familie Birkenfeld

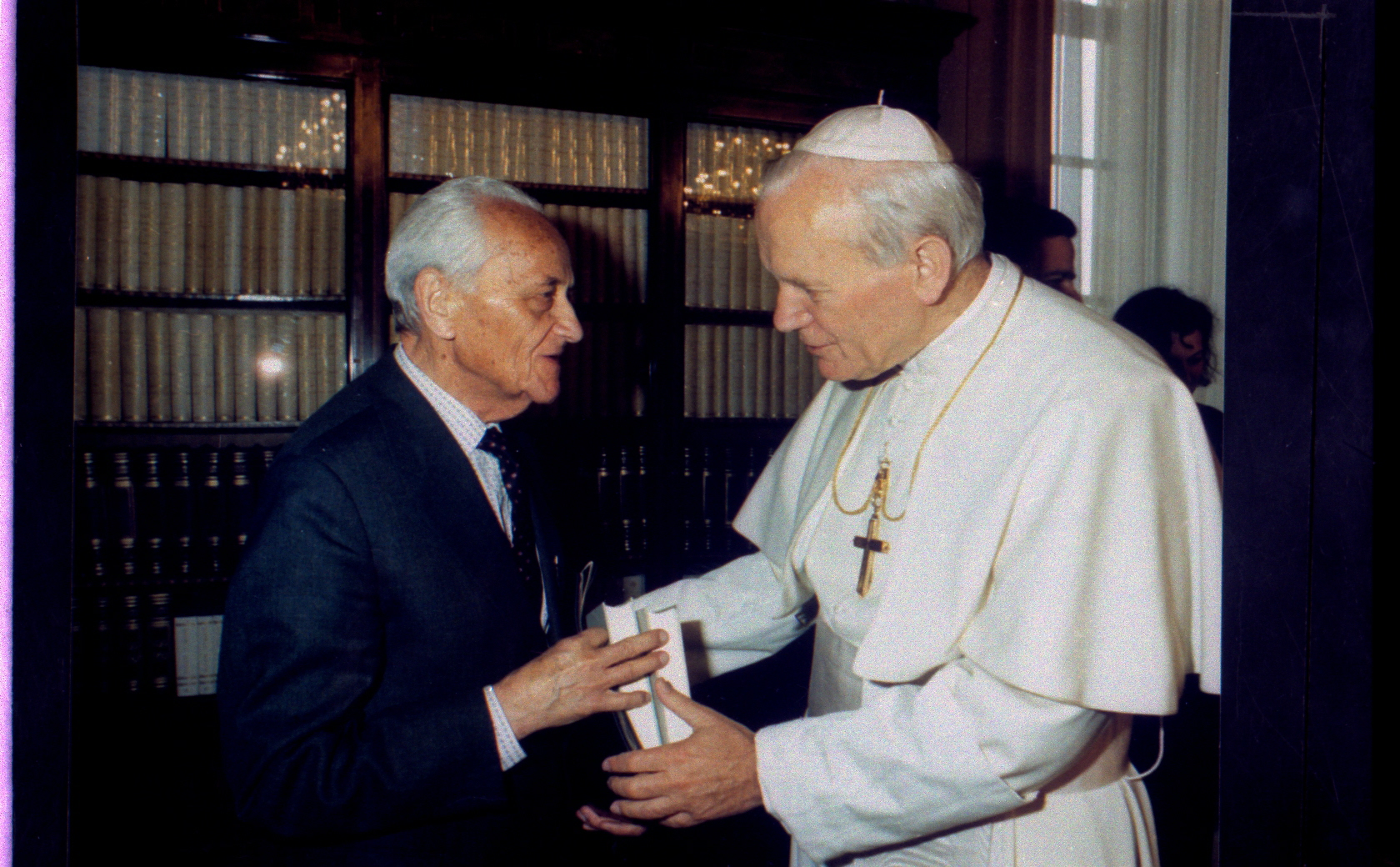
Bogusz mit Papst Johannes Paul II.

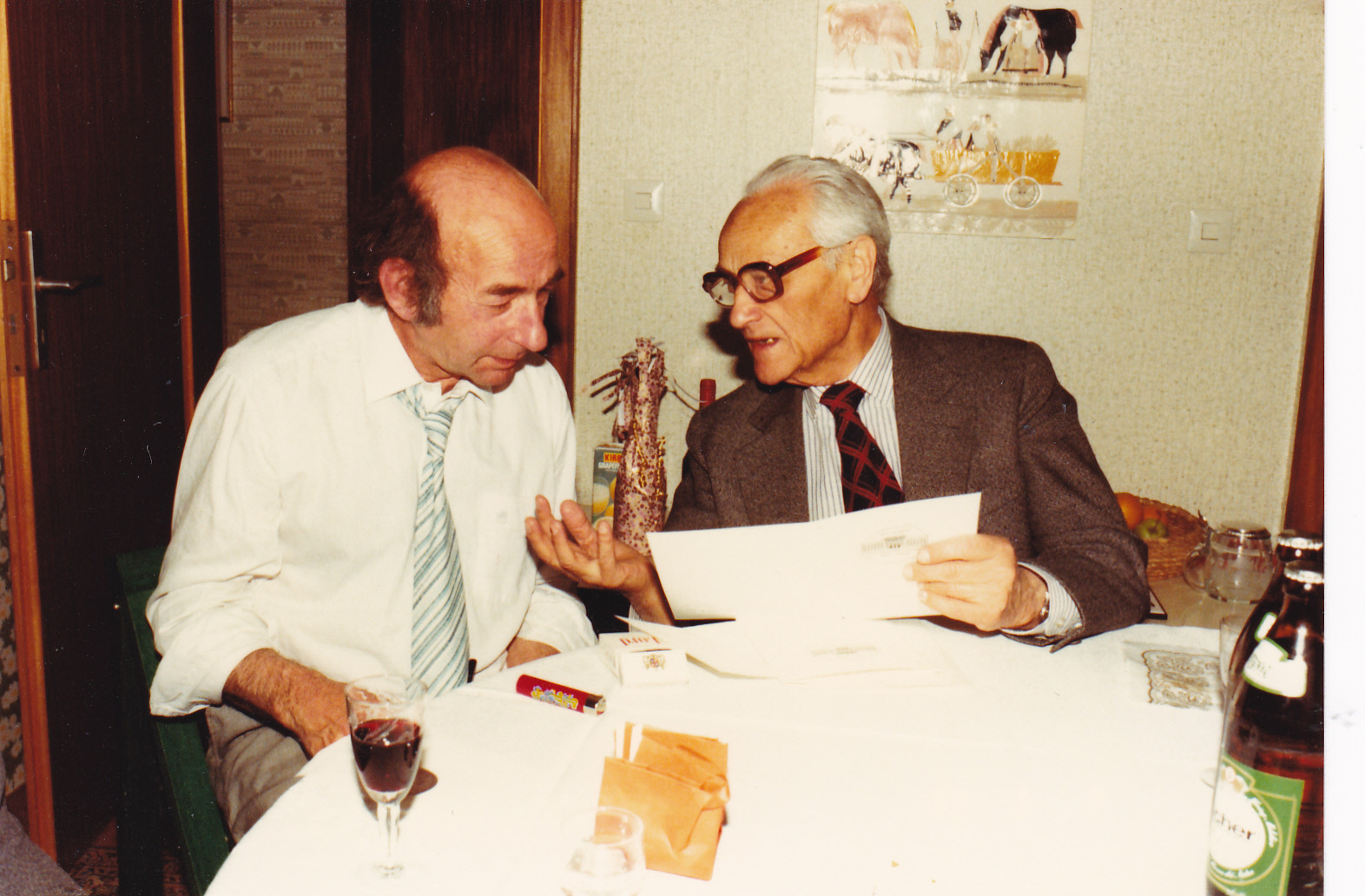
Bogusz mit Erich Dauzenroth

Józef Bogusz (* 11. September 1904 in Ternopil; † 21. März 1993 in Siegen) war ein polnischer Chirurg, Ethiker, Historiker der Medizin und Mitbegründer und Redakteur der Auschwitz-Hefte, die zweimal vom polnischen Senat für den Friedensnobelpreis vorgeschlagen waren, Mitautor des Werkes „Ethische und deontologische Regeln der Ärztlichen Polnischen Gesellschaft.“

## Leben
Józef Bogusz wurde in Tarnopol als Sohn des jüdischen Arztes Karol Birkenfeld geboren. 1922 bis 1928 studierte er Medizin an der Krakauer Jagiellonen-Universität und arbeitete anschließend unter der Leitung von Maksymilian Rutkowski sowie danach unter Jan Glatzel in der 1. Chirurgischen Klinik (sog. „Biała Chirurgia“) in Krakau, Kopernik-Straße 40.
Während des Zweiten Weltkrieges lebte er in Warschau und arbeitete in der Abteilung für Neurochirurgie des Christkind-Krankenhauses (Szpital Dzieciątka Jezus). Er war Leitender Arzt der chirurgischen Ambulanz. Für die Teilnahme am Warschauer Aufstand bekam er das Warschauer Aufstandskreuz verliehen.

„„Ich habe Hitlers Nürnberger Rassengesetzen nicht entsprochen und meine ganze Familie ging zugrunde. Außer meiner Frau, die das Recht zu leben hatte“.“

Um während des Zweiten Weltkrieges in Polen überleben zu können, nahm er die Identität seines Schwagers an.
Nach dem Krieg kehrte er im März 1945 nach Krakau zurück und arbeitete wieder in der 1. Chirurgischen Klinik (Biała Chirurgia), die er vom 11. März 1948 bis 30. September 1974 leitete. Im Jahr 1953 wurde er zum Professor ernannt. In den Jahren 1966 bis 1968 fungierte er als Vorstandsvorsitzender der Polnischen Chirurgischen Gesellschaft. Er war Mitglied von vielen polnischen und ausländischen wissenschaftlichen Gesellschaften, u. a. New York Academy of Sciences, International College of Surgeons, World Academy of Art and Science, Societe Internationale de Chirurgie, Societe Europeenne de Culture.
Von 1959 bis 1993 war er Vorsitzender der Krakauer Ärzte-Gesellschaft. Am 30. September 1974 erfolgte die Emeritierung, in der er sich zunehmend der Aussöhnung zwischen Deutschen und Polen widmete.

## Wissenschaftliche Tätigkeit
Józef Bogusz gehörte der Krakauer Schule der Schilddrüsenchirurgie an. Zudem beschäftigte er sich mit der Chirurgie des Magens, Darms und der Gallenwege, wie auch mit Problemen, die bei Operationen älterer Patienten auftreten. Dank seiner Impulse für technische Verbesserungen der Operationstechniken der Schilddrüse ist die Sterblichkeit bei operativer Behandlung der Hyperthyreose von 5,3 % in den 1950er Jahren auf 0,8 % in den 1960er Jahren zurückgegangen. Bogusz war in Polen einer der Pioniere bei der chirurgischen Behandlung von Krebserkrankungen der Speiseröhre und des Mageneingangs. Er führte Techniken zum Anlegen künstlicher Darmausgänge (Anus praeter) ein und beschäftigte sich mit psychologischen Problemen von operierten Patienten.
Darüber hinaus war eine seiner Leidenschaften die Geschichte der Chirurgie.

## Veröffentlichungen
Józef Bogusz ist Autor mehrerer Lehrbücher für Medizin und von mehr als 200 wissenschaftlicher Dissertationen, die in Polen sowie im Ausland veröffentlicht wurden.
Ein Teil dieser Forschungsarbeiten betrifft die Geschichte der polnischen Chirurgie und ethischer Fragen, darunter:
- „Der Arzt und seine Patienten“ – „Lekarz i jego chorzy“, Józef Bogusz PZWL, ISBN 83-200-0853-0[7]
- „Im Dienst des menschlichen Lebens und der Gesundheit“ – „W służbie zdrowia i życia ludzkiego“[8]
- „Professoren der medizinischen Fakultät UJ (Jagiellone-Universität) als Wissenschaftler und Soldaten des Widerstandsbewegung“ – „Profesorowie Wydziału Lekarskiego UJ jako uczeni i żołnierze ruchu oporu“[9]
- „Portraits der polnischen Chirurgen“ – „Sylwetki chirurgów polskich“ ISBN 83-04-01253-7[10]
- „Abriss der Geschichte der polnischen Chirurgie“ – „Zarys dziejów chirurgii polskiej“ ISBN 978-83-200-4211-5[11]

Die Historische Kommission polnischer Chirurgen („Komisja Historyczna Towarzystwa Chirurgów Polskich“) war Initiator des Buches „Abriss der Geschichte der polnischen Chirurgie“. In der Einleitung heißt es, das Buch sei
„…gewidmet nicht nur dem Andenken der Großen, deren Namen allgemein bekannt und geschätzt sind, aber ebenso der namenlosen Vielzahl von Chirurgen, dessen Arbeit und Handeln in unseren Erinnerungen keine Erwähnung finden. Das Buch wurde in Gedenken an jüngere Kollegen geschrieben, die die eigene Herkunft kennenlernen sollen, aber auch für die Begeisterten moderner Technik, die dazu neigen, zu behaupten, dass es vor ihnen gar nichts gab. Sie sollten wissen, dass die Geschichte sie nur achten wird, wenn sie auch die Geschichte achten werden.“
Józef Bogusz war als leitender Redakteur bei der Herausgabe von Lehrbüchern für Krankenpflege tätig, zum Beispiel:
- „Chirurgie für Krankenschwestern“ – „Chirurgia dla pielęgniarek“, PZWL Warszawa 1962[12]
- „Enzyklopädie für Krankenschwestern“ – „Encyklopedia dla pielęgniarek“[6]

Hervorgehoben werden seine Verdienste als Mitbegründer und Chefredakteur der Auschwitz-Hefte der „Ärztlichen Rundschau“, die der detaillierten Dokumentation der Ereignisse des Zweiten Weltkrieges gewidmet waren und zur gleichen Zeit nach Möglichkeiten der deutsch-polnischen Annäherung suchten.
1987 erschien eine deutsche Anthologie:
- „Die Auschwitz-Hefte“ Texte der polnischen Zeitschrift „Przegląd Lekarski“ über historische, psychische und medizinische Aspekte des Lebens und Sterbens in Auschwitz. Herausgegeben von Hamburger Institut für Sozialforschung. Beltz Verlag ISBN 3 407 85501 X,
- Neuausgabe 1994 by Rogner & Bernhard GmbH &Co. Verlags KG, Hamburg ISBN 3-8077-0282-2.